# Campanus (Cognomen)
Campanus ist ein römisches Cognomen. Wie der Gentilname Campanius und das Cognomen Campanianus leitet es sich von der süditalischen Landschaft Kampanien bzw. der dort gelegenen Stadt Capua ab. Dort war der Name sehr geläufig. Auch Legionäre führten ihn häufig.

## Namensträger
- Campanus (Gemmenschneider), römischer Gemmenschneider, 1. Jahrhundert
- Gaius Secius Campanus, römischer Suffektkonsul 86
- Lucius Pompeius Campanus, Namensgeber des Campanus-Bogens, 2. Jahrhundert
- Publius Messius Campanus, römischer Prokurator Capuas auf Kreta, 1. Jahrhundert
- Sextus Hermentidius Campanus, römischer Suffektkonsul 97